# Торре-дель-Оро
Торре-дель-Оро (ісп. Torre del Oro, «Золота Вежа») — пам'ятка Севільї на набережній Гвадалквівіру, мавританська вежа, споруджена для захисту гавані Севільї в 1220. Висота вежі становить 37 метрів.

## Історія
У «Великій хроніці» короля Альфонсо Мудрого башта описана так:
Золота вежа заснована як фортеця на морі і одночасно розташована та зроблена як витвір незвичайно витончений та прекрасний.
Вежа була частиною фортечних укріплень Севільї, від Торре-дель-Оро потужні стіни вели до Алькасару (до теперішнього часу стіни не збереглися). За формою вежа являла собою два 12-гранника, поставлених один на одного. Форма башти у вигляді багатогранника була оригінальною для архітектури XIII століття — такий тип веж прийшов з Візантії і вже зустрічався в архітектурі Кордовского халіфату. Башта залишалася 2-ярусною до XVIII століття, коли був добудований третій ярус — циліндричний ліхтар з куполом (на жаль не надто вписався в загальний вигляд башти). Башта сильно постраждала під час найпотужнішого Лісабонського землетрусу 1755.
Походження назви цієї вежі є предметом суперечок. Одні стверджують, що назва походить від золотистого кольору кахлів, що її покривають, а інші — що в ній зберігалося привезене з Нового Світу золото. У воєнний час за неї одним кінцем кріпився ланцюг, що перегороджував річку. Інший кінець ланцюга кріпився до незбереженої башті на іншому боці річки. В XX столітті в цій 12-гранній башті XIII століття з бійницями розташувався невеликий Морський музей.

## Башта в мистецтві
Севільську вежу можна побачити у фільмі Джима Джармуша «Межі контролю».

## Галерея

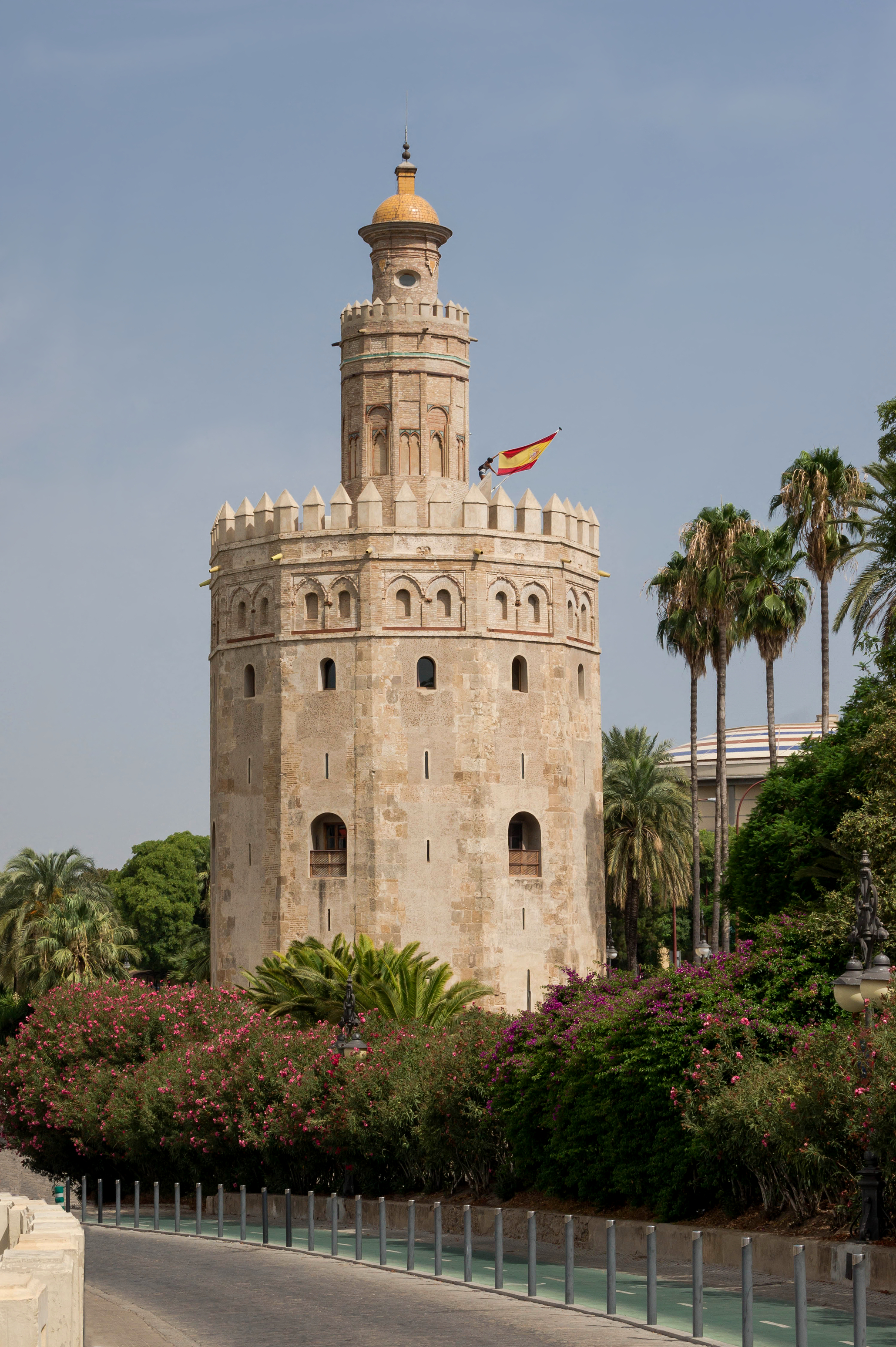
Золота вежа
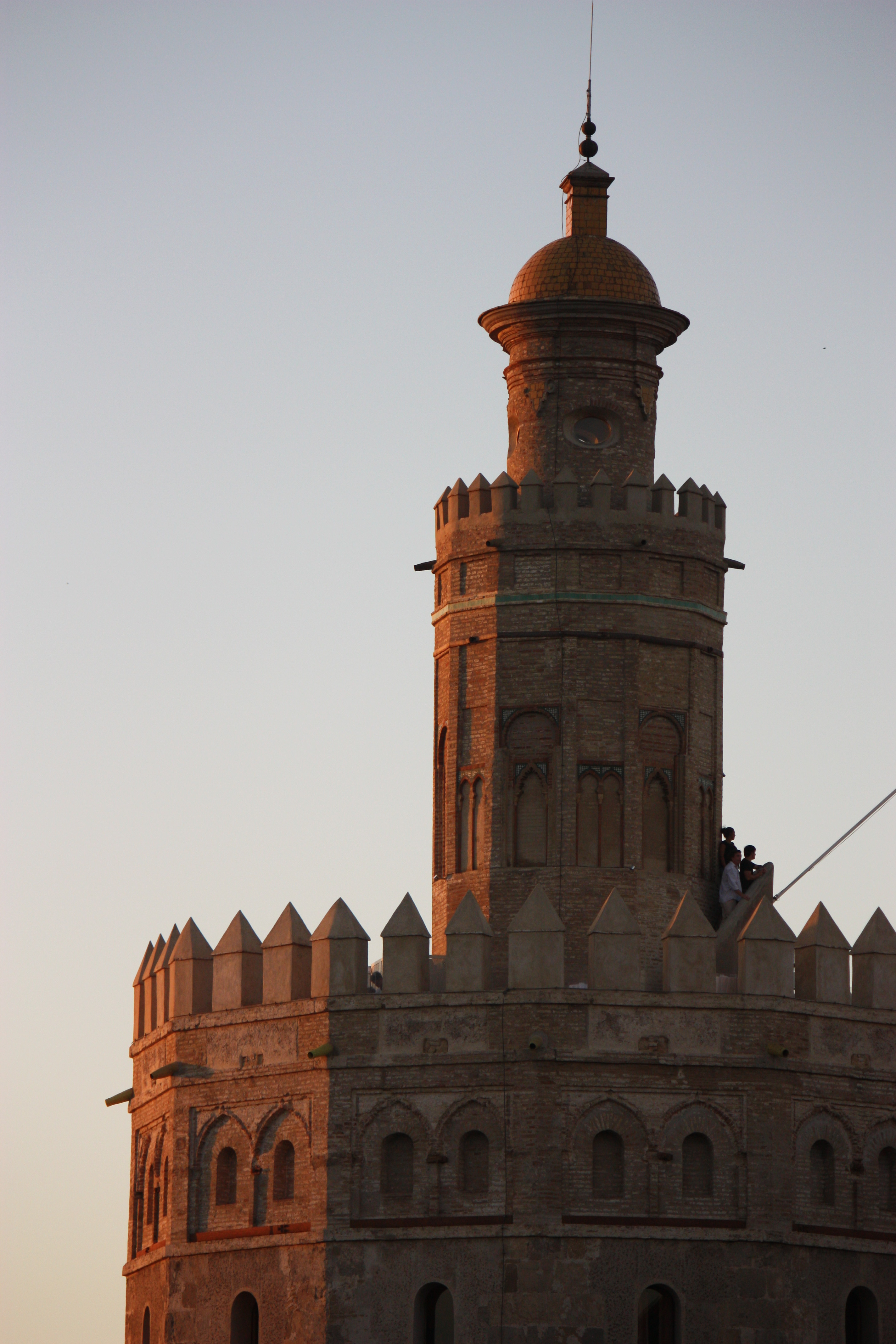
Золота вежа на світанку
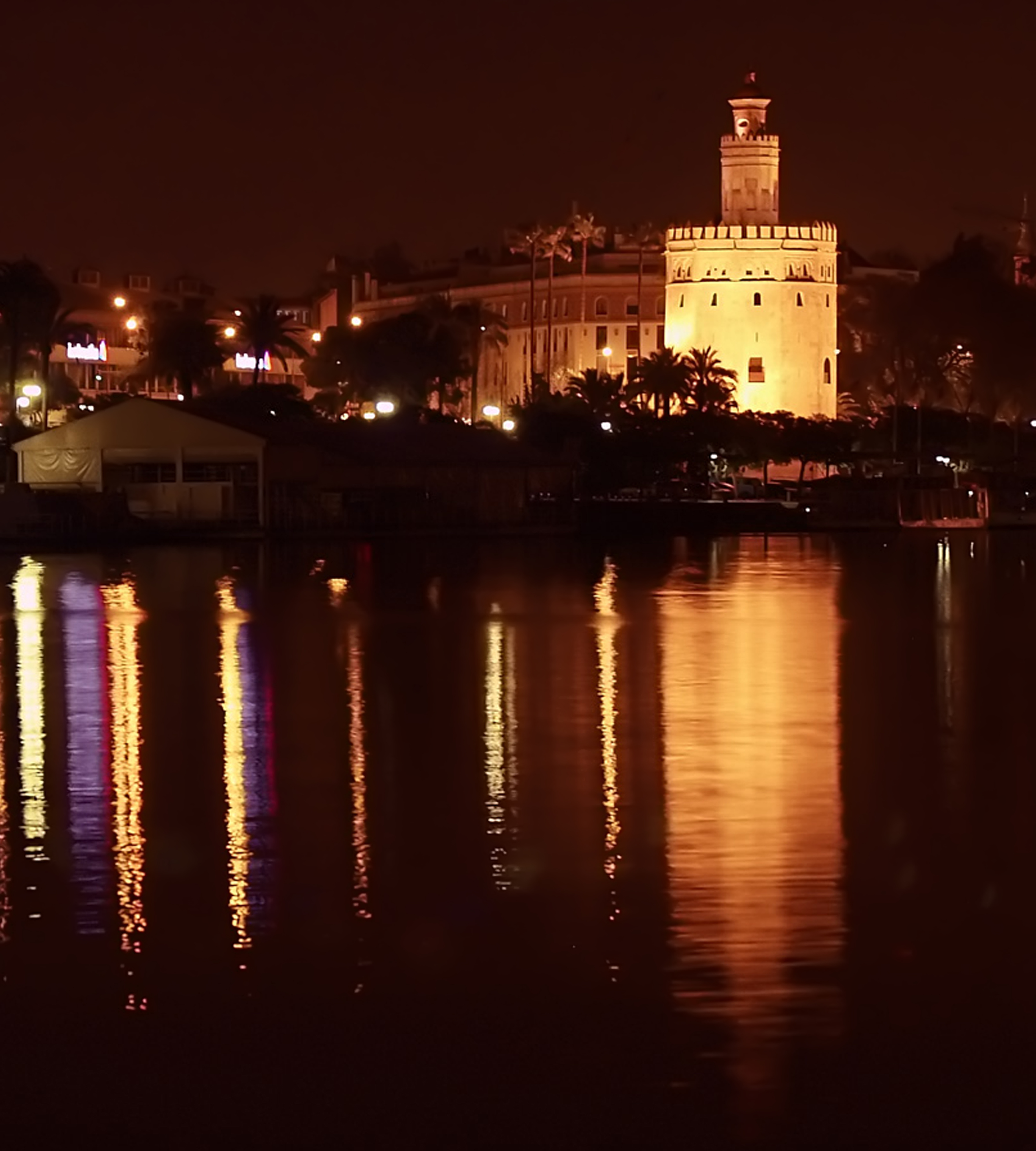
Золота вежа вночі
Торре-дель-Оро на гербі міста Сантандер, Кантабрія
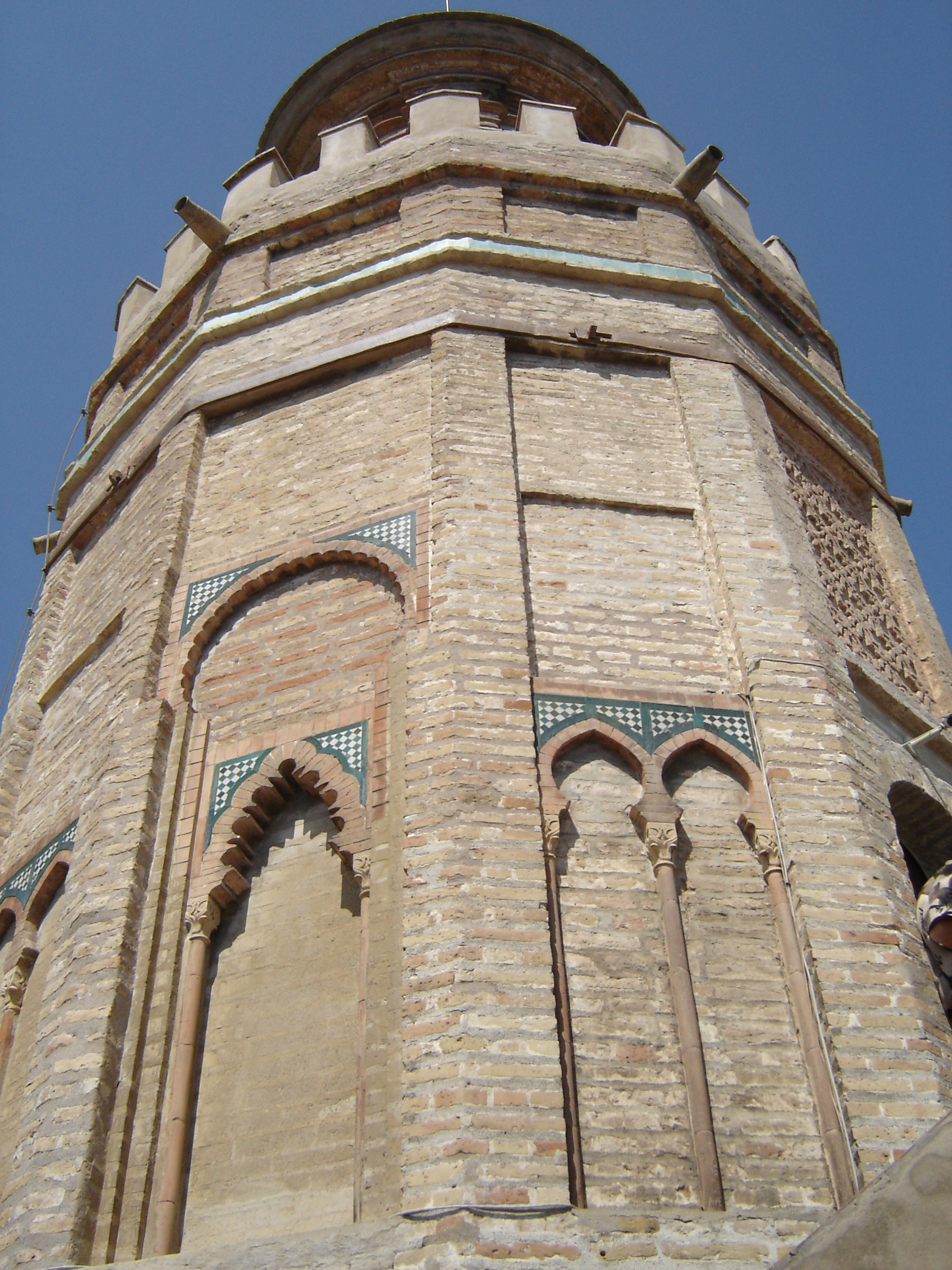
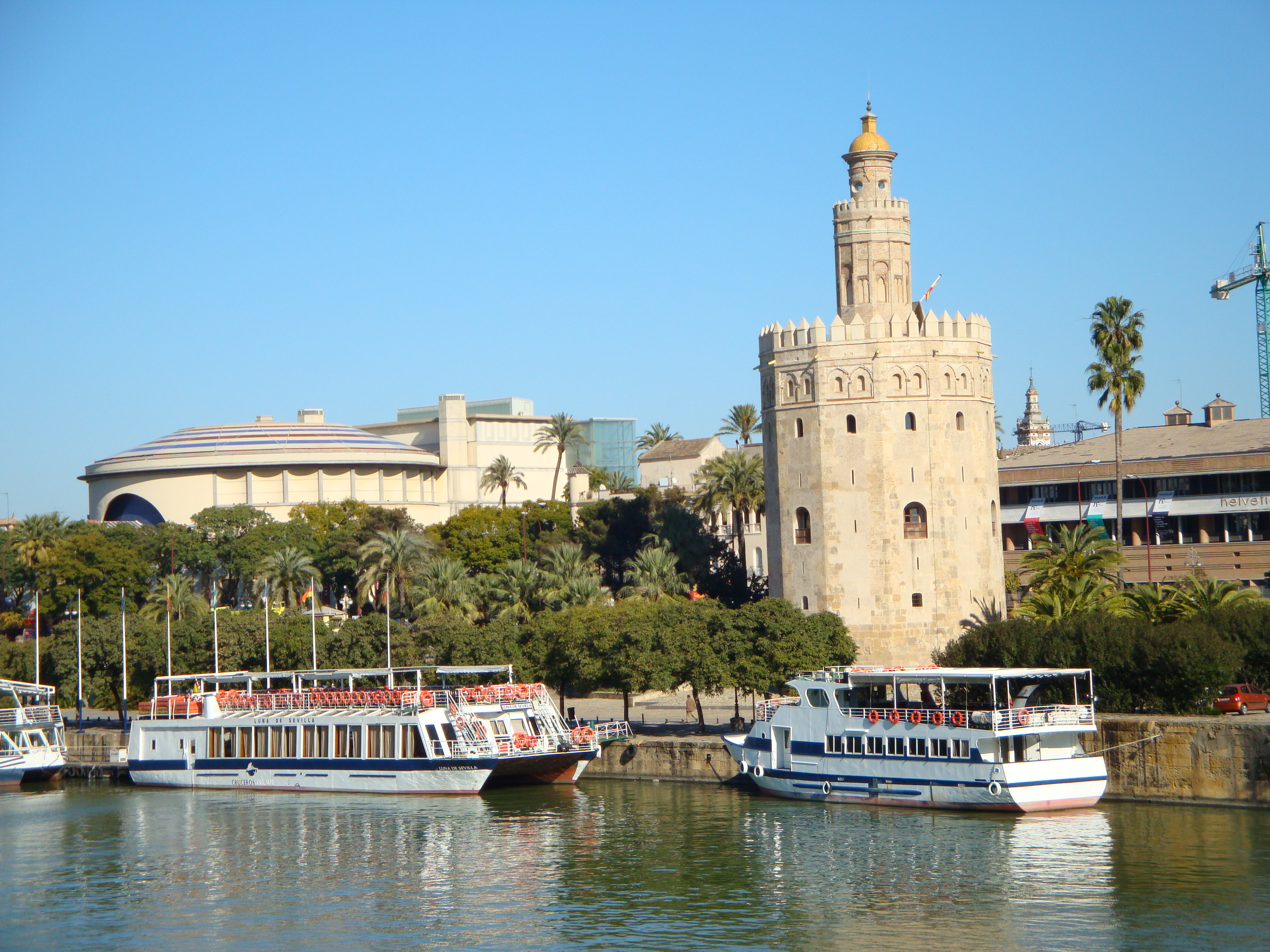
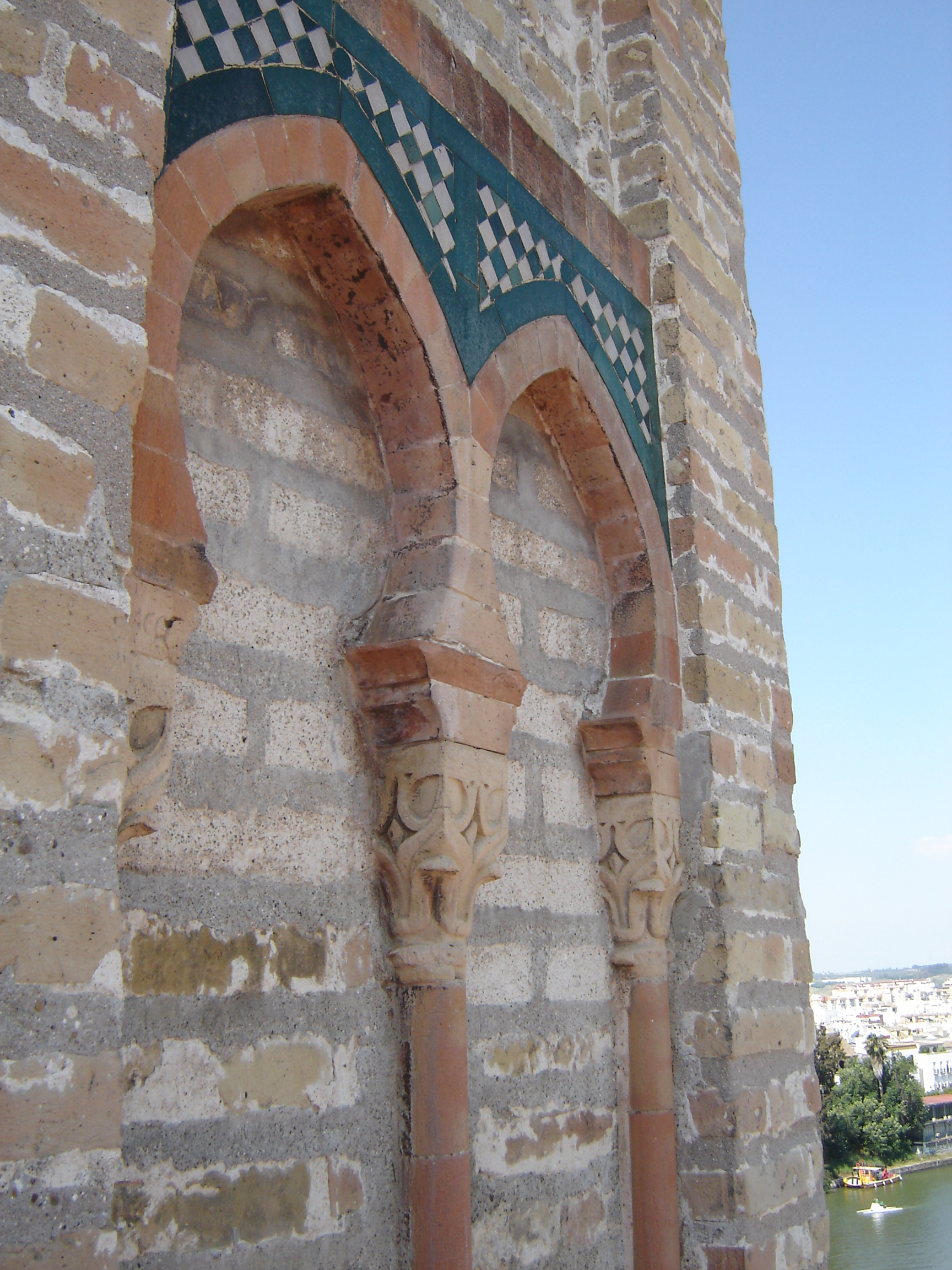
Деталь
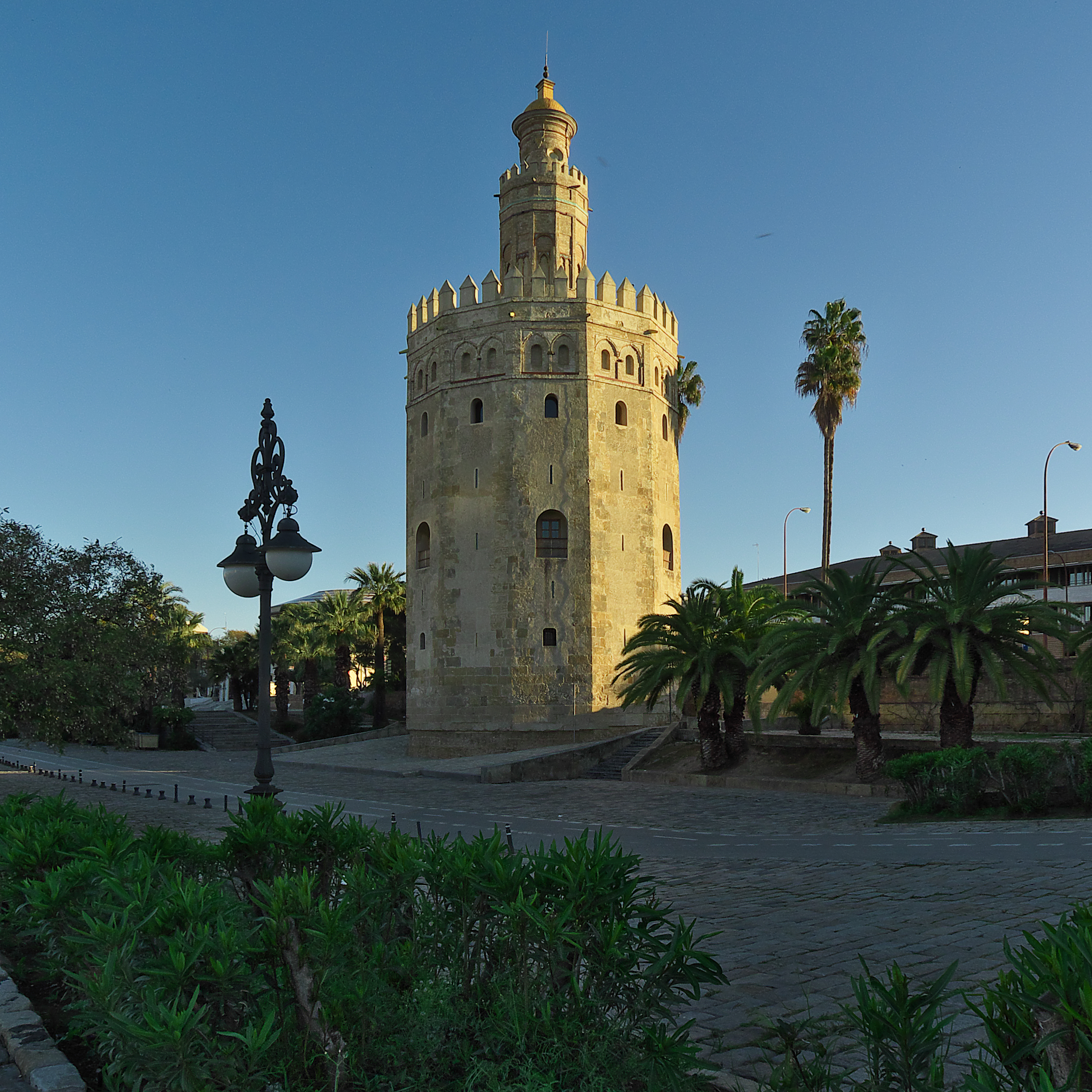
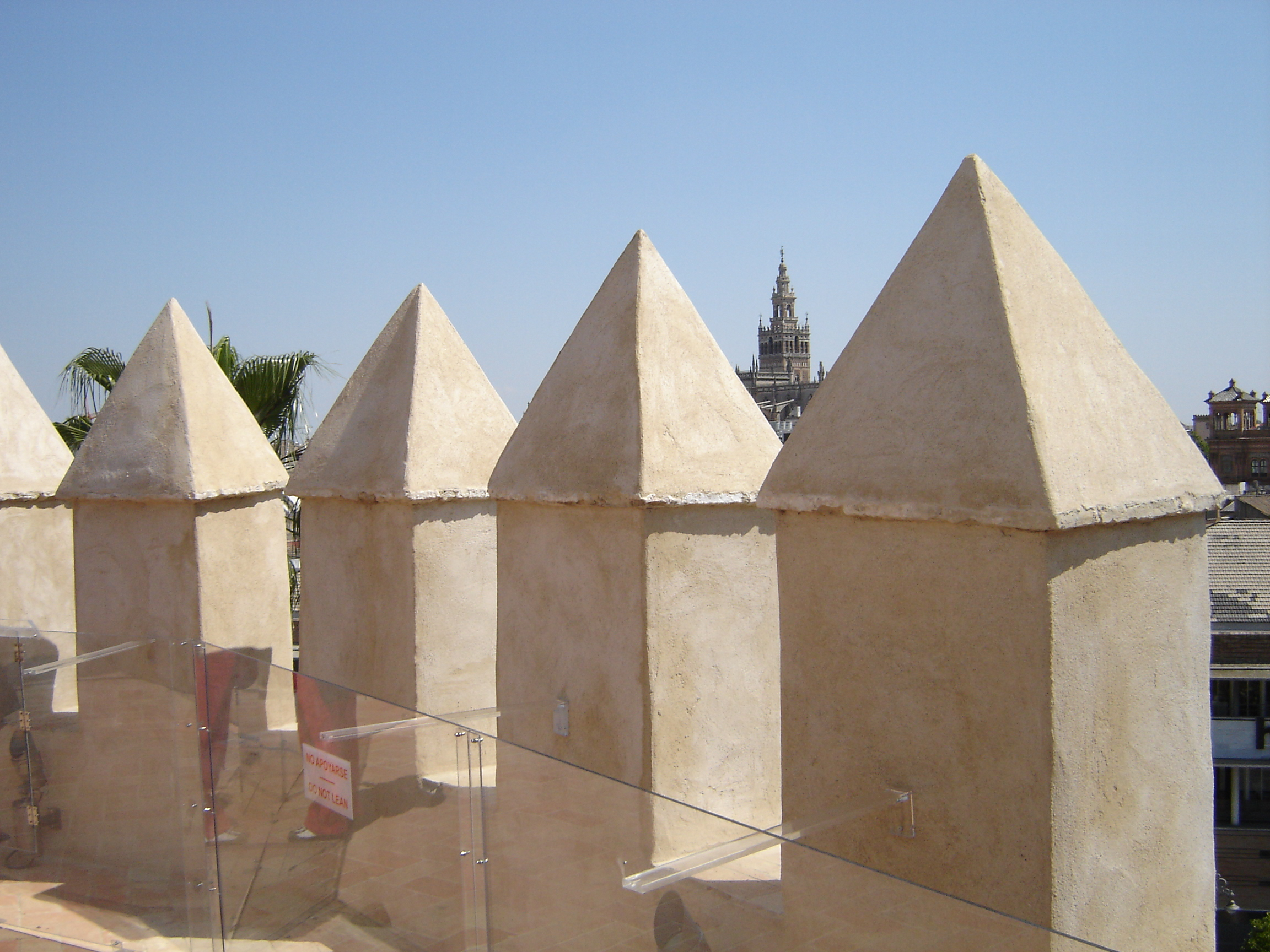
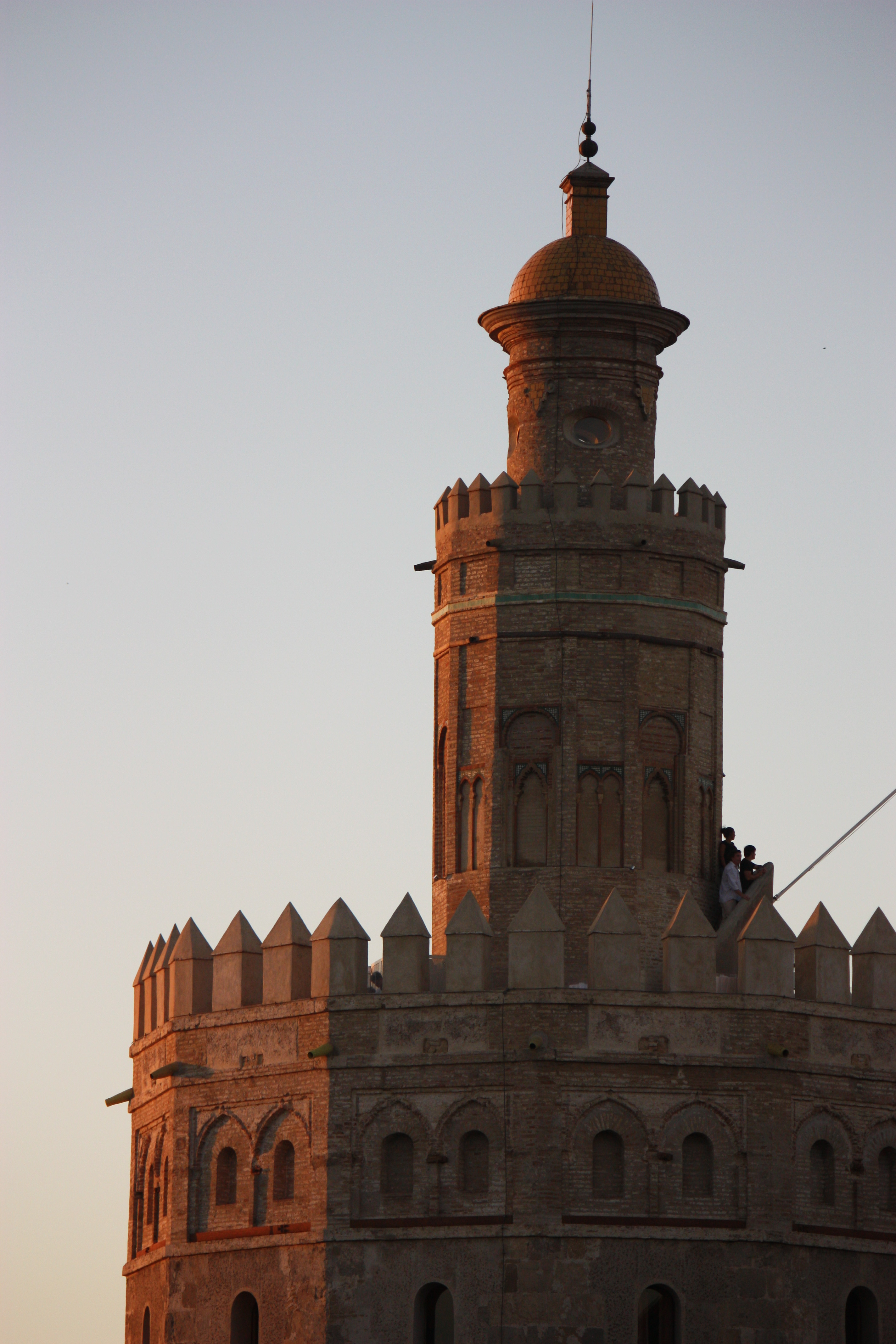
Верхівка